# Харманлийска река
Харманлийска река (до 1942 г. Олудере, до 1945 г. Величка) е река в Южна България – област Кърджали, община Черноочене и област Хасково, общини Минерални бани, Хасково и Харманли, десен приток на река Марица. Дължината ѝ е над 90 km, която ѝ отрежда 33-то място сред реките на България. Отводнява източните склонове на рида Мечковец, северните склонове на ридовете Чуката и Хухла на Източните Родопи и голяма част от Хасковската хълмиста област.

## Географска характеристика

### Извор, течение, устие
Харманлийска река води началото си от извора чешма Величка (755 m н.в.), разположена на шосето Асеновград – Кърджали, на 1,5 km западно от курорта „Паничково“ в Източните Родопи. До село Боян Ботево тече на югоизток в дълбока и залесена долина. След това завива на изток и до село Малево протича в тясна и плитка долина през Хасковската хълмиста област. След Малево завива на североизток, а след село Стойково отново на изток, като заобикаля рида Хухла (североизточно разклонение на Източните Родопи) от северозапад и север в долина с десни стръмни и леви полегати склонове. Преди град Харманли образува красив пролом с дължина около 9 – 10 km. Влива се отдясно в река Марица на 73 m н.в., на 1,2 km североизточно от Харманли.

### Водосборен басейн, притоци
Площта на водосборния басейн на реката е 956 km2, което представлява 1,8% от водосборния басейн на Марица, а границите на басейна ѝ са следните:
- на северозапад и север – с водосборните басейни на Банска река и други малки десни притоци на Марица;
- на югоизток – с водосборния басейн на Бисерска река, десен приток на Марица;
- на югозапад – с водосборния басейн на река Арда, десен приток на Марица.

#### Схема на пътя на реката
90 km: в Източни Родопи  на 755 m н.в.
 : Дюдюклюдере
 : Лява река
 : Асардере
 : Кюпрюдере
 : Сичерско дере
 : Дерменджидере
 : Къзъклийско дере
 : начало язовир Тракиец
 : Пчеларовска река
 : Батакдере
 : край язовир Тракиец
 : село Тракиец
 : Саламдере
 : Кюлюдере
 : Бързей
 : Сазлия
 : Хасковска река (най-голям приток)
 : Юнгюрмездере
 : Узунджовска река
 : село Брягово
 : Курудере
 : Кюмюрлукдере
 : град Харманли
 0 km: в река Марица на 73 m н.в.

### Хидроложки показатели
Реката е с дъждовно-снежно подхранване, като максимумът е в периода февруари-март, а минимумът – август. Средният годишен отток при град Харманли е 5,47 m3/s.

## Селища
По течението на реката са разположени 8 населени места, в т.ч. 1 град и 7 села:
- Област Кърджали

- Община Черноочене – Ночево;

- Област Хасково

- Община Хасково – Тракиец, Конуш, Войводово, Малево, Динево, Брягово;
- Община Харманли – Харманли;

## Стопанско значение, екология
Водите на реката са включени в Хасковската напоителна система, като в горното ѝ течение е изграден големият язовир „Тракиец“.
Покрай левия бряг на реката, на протежение от 9 km, между селата Стойково и Брягово преминава участък от първокласен път № 8 от Държавната пътна мрежа (европейски коридор Е85) Калотина – София – Пловдив – Капитан Андреево.

## Топографска карта
- Лист от карта K-35-75. Мащаб: 1 : 100 000.
- Лист от карта K-35-76. Мащаб: 1 : 100 000.